# 史酷比 (电影)
《史酷比》（英語：Scooby-Doo）由拉加·高斯內爾執導的卡通真人版喜劇電影，取自著名卡通《史比》。由小佛萊迪·普林斯、莎拉·蜜雪兒·吉蘭、馬修·里沃德、琳達·卡德里尼和羅溫·艾金森主演。故事講述因意見不合而解散兩年的神秘公司四人，分別收到「鬼怪島」的邀請至島上解謎破案，而島上發生一連串怪事，迫使四人攜手合作且重拾過去情誼。

## 劇情
由佛雷德、黛芬妮、威瑪、夏奇和史酷比狗組成的「神秘公司」合作破獲月亮幽靈案件後，團隊中產生巨大分歧，出點子的威瑪不滿佛雷德屢次在媒體前獨攬功勞，而黛芬妮不情願總是隊伍中的“落難女孩”，導致團隊因此散伙，留下夏奇和史酷比開走團隊的專車。兩年後，天各一方的神秘公司全員共同受一座恐怖主題的遊樂園海島「鬼怪島」的經營者埃米爾·曼德維利斯僱用。上島後，曼德維利斯希望神秘公司能找出正在對他的客人“洗腦”的兇手，然而四人還是受兩年前鬧翻影響而拒絕合作。
威瑪參加島上由納古·塔魯納主持的邪教儀式表演，聽著他不懷好意的講解島上“惡魔出沒”歷史的方式而將他列為嫌疑人之一。黛芬妮去詢問住在海邊的一位男巫得到情報，叫來夏奇和史酷比一起去調查島上一座棄置的遊樂項目「鬼怪城堡」，即使當時夏奇迷上一位在飛機上認識的女大學生瑪莉珍。佛雷德和威瑪剛好也跟到城堡裡，一組人再次分散尋找線索，當城堡看守者為了消滅他們而啟動整間設施，佛雷德和威瑪幸運地找到主控室而關掉設施，同時在裡面找到一所“教導人類文化和禮節”的教室。黛芬妮找到一個金字塔形狀的惡魔儀器，拿走它時不慎觸動警報，但他們一行人仍然順利逃出城堡回去酒店。但晚間，一大群惡魔襲擊酒店，擄走佛雷德和威瑪在內的許多客人，唯獨夏奇、史酷比、瑪莉珍和黛芬妮帶著金字塔躲藏起來。
由於海岸警衛隊同樣遭受“控制”，他們三人被困在島上。隔天一早，他們注意到昨晚被砸爛的酒店在一夜之間恢復原狀，佛雷德等客人平安無事地在海邊跳舞玩耍，但黛芬妮很快注意到他們其實被惡魔附身。分散逃跑時，黛芬妮被塔魯納的摔跤手僕人查可斯擒獲，金字塔儀器也被搶走。夏奇和史酷比則被惡魔附身的佛雷德等客人追逐，他們幸運地騎沙灘摩托車逃出，途中載上瑪莉珍一起脫逃。但史酷比注意到瑪莉珍其實也被惡魔附身，試圖停車警告夏奇卻不被他採信。兩人因此爭吵過程中，史酷比掉進地洞裡失去蹤影，夏奇只好一同跳進去救牠，沿著山洞一路跟到一座儀式場地。在那裡，夏奇找到佛雷德、威瑪、黛芬妮等大量酒店客人的靈魂困在一個原生質水缸中，他相繼放出威瑪、佛雷德和黛芬妮的靈魂，同時將放置在中央的金字塔儀器拿走。
威瑪、佛雷德和黛芬妮的靈魂集體回去各自的身體，過程將她們體內附身的惡魔逼出去，暴露在陽光下的惡魔也隨即炸死。威瑪推論這些懼怕陽光的惡魔需要附身於人類才能重見天日，但佛雷德和黛芬妮兩人靈魂卻回到錯誤的身體，直到靠夏奇偷來的儀器才恢復正身。一行人再次遇見海邊男巫，其解釋惡魔邪教的領袖曼德維利斯將會完成儀式，得以讓惡魔群體釋出並征服地球數千年；而完成儀式最關鍵環節是要吸收一個純潔靈魂，而史酷比將會是該祭獻品。危機之下，四人再次團結起來，在儀式山洞中設置陷阱準備將邪教一網打盡。當儀式開始時，夏奇不慎搞砸陷阱而使他們被發現，曼德維利斯開始吸收缸中所有靈魂，剛要準備吸收史酷比的魂時，夏奇偷襲曼德維利斯而讓史酷比的魂回到自身中。這時，他們發現曼德維利斯其實是帶著人臉的機器人，控制者則是史可比狗，史酷比的表弟，幾年前因過於放肆而被神秘公司拋棄在半路上。史可比靠牠身體中央的儀器所吸收的靈魂，變成一隻巨大無比的怪物，開始襲擊場地且準備再次吸收史酷比的靈魂。
在屋頂，黛芬妮打敗看守的查可斯後將他踢下山洞，打翻靈魂水缸使所有靈魂回到他們各自的身體、逼出惡魔，黛芬妮同時靠一座水晶骷髏球在洞裡反射陽光，讓所有惡魔集體炸死。夏奇同時拔下史可比身體上的儀器，讓牠恢復成一隻小狗。遭附身的瑪莉珍以及所有酒店客人都恢復正常；夏奇同時在地牢裡救出遭囚禁兩年的曼德維利斯本尊。警察趕到島上逮捕史可比、塔魯納和查可斯等邪教成員，佛雷德這次不再獨攬功勞，首次將功勞讓給其他夥伴，神秘公司全員慶祝隊伍再次重組。
最後，獲得酒店吃喝無限的夏奇和史酷比互相挑戰吃島上出產的特辣辣椒，最後兩人都因吃下整瓶辣椒而在酒店裡冒煙。

## 演員
| 角色             | 演員             | & 國語配音 | 粵語配音 （明珠台版本） | 粵語配音 （VCD版本） |
| ---------------- | ---------------- | ---------- | ----------------------- | -------------------- |
| 佛雷德           | 小弗雷迪·普林兹  | 于正昌     | 黃榮璋                  |                      |
| 黛芬妮           | 莎拉·米歇尔·盖拉 | 詹雅菁     | 程文意                  |                      |
| 夏奇             | 馬修·里沃德      | 孫誠       | 黃啟昌                  | 黄子华               |
| 威瑪             | 琳达·卡德里尼    | 汪世瑋     | 鄭麗麗                  |                      |
| 史酷比狗（配音） | 尼爾·范寧        | 林谷珍     | 招世亮                  | 吴君如               |

## 外部連結
- 互联网电影数据库（IMDb）上《史酷比》的资料（英文）
- 爛番茄上《史酷比》的資料（英文）
- AllMovie上《史酷比》的资料（英文）
- Metacritic上《史酷比》的資料（英文）
- Box Office Mojo上《史酷比》的資料（英文）